# ぱちんこCR北斗の拳
『ぱちんこCR北斗の拳』（ぱちんこCRほくとのけん）は、2008年9月にサミーから発売されたデジパチタイプのパチンコ。原作・武論尊、作画・原哲夫による日本の漫画作品『北斗の拳』とのタイアップ機第3弾となる。
販売台数は2009年3月末時点で、ケンシロウVer.とラオウVer.が合計で約21万3千台、ユリアVer.が約4万9千台と、合計で26万台を超える大ヒット機となった。

## 概要

### 機械面
今作よりパチンコ台枠を新枠の「焔（ほむら）」に変更し、またバイブレーション機能付きのチャンスボタン「V-PUSH」を備えている。機種スペックとして、確変割合が82%と高い「ケンシロウ」と、大当たり時の最大出玉数が約2250個ある「ラオウ」がある。また2009年3月には大当たり確率の高い「ユリア」も発売された。

演出面はケンシロウ・ラオウとユリアKVJに関しては、若干の違い以外はほぼ同じである。ユリアSTVに関しては、それに加えて保留先読み予告が追加されている。
大当たりには、通常の打ち方で消化するものの他に、右打ちで盤面右のアタッカーに入賞させる「ハイパーボーナス」がある。

### 演出面
前作『CR北斗の拳』がパチスロの『北斗の拳』の演出をベースにしていたのに対し、今作では独自の演出を新たに製作している。前作ではケンシロウ中心の演出であったが、今作ではリーチや内部状態によってはラオウやトキ中心の演出もある。また高確率状態の「死闘モード」では、演出の主人公をケンシロウ・ラオウのどちらにするかを打ち手が選べる。

## スペック

### ぱちんこCR北斗の拳 ケンシロウ
- 保通協型式名：CR北斗の拳HVJS
- 大当たり確率：1/399.6（低確率）→1/40（高確率）
- 賞球：3&4&13&15
- ラウンド数：5 or 16ラウンド・7カウント
- 確変割合：82%(164/200)
- 大当たり振り分け：16R確変 51.5%、5R確変 20.5%、2R確変 10%、2R通常 18%
- 時短：電チューサポート中の大当たり終了後、60回 or 80回 or 100回

### ぱちんこCR北斗の拳 ラオウ
- 保通協型式名：CR北斗の拳HVJT
- 大当たり確率：1/399.6（低確率）→1/40（高確率）
- 賞球：3&4&13&15
- ラウンド数：5 or 16ラウンド・10カウント
- 確変割合：80%(160/200)
- 大当たり振り分け：16R確変 42.5%、5R確変 22.5%、2R確変 15%、2R通常 20%
- 時短：電チューサポート中の大当たり終了後、40回 or 60回 or 80回

### デジハネCR北斗の拳 ユリア
- 保通協型式名：CRAデジハネ北斗の拳KVJ
- 大当たり確率：1/79.9（低確率）→1/12（高確率）
- 賞球：3&4&13
- ラウンド数：4 or 15ラウンド・8カウント
- 確変割合：80%
- 大当たり振り分け：15R確変 1%、4R確変 58%、2R確変 21%、2R通常 20%
- 時短：電チューサポート中の大当たり終了後10回

## デジハネCR北斗の拳 ユリアSTV
2009年3月に追加発売されたスペックだが、上記3スペックとは違ってバトルタイプではなく、2006年発売の「CR北斗の拳STV」を継承したスペックとなっている。4回転限定の確変中演出は、従来機同様の「ラオウステージ」に加え、突然確変から突入する「ユリアステージ」が加わった。また保留の先読み演出を導入しており、大当たり画面でのケンシロウのオーラの色などで確変中の大当たり期待度を示すなどの演出がある。
スペック
- 保通協型式名：CRAデジハネ北斗の拳STV
- 大当たり確率：1/77.7（低確率）→1/7.8（高確率）
- 賞球：3&4&13
- ラウンド数：5 or 15ラウンド・9カウント
- 確変割合：100%（4回転限定）
- 大当たり振り分け：15R確変 1%、5R確変 79%、2R確変 20%
- 時短：高確率状態終了後39回（通常時からの2R確変当選を除く）

## 大当たり図柄
カッコ内は世紀末モード時のみ
ハイパーボーナス図柄
- 3. ラオウ（スペード）
- 7. ケンシロウ（ゴンズ）

通常ボーナス図柄
- 1. ユリア（ジード）
- 2. アミバ（ケマダ）
- 4. ジャギ（でかいババァ）
- 5. トキ（ザルカ）
- 6. サウザー（シーカー）
- 8. レイ（ヒルカ）

## 予告演出
ステップアップ予告
背景チェンジ予告
図柄オーラ予告
停止図柄予告
台詞予告
ドデカ台詞予告
時間差予告
ザコビビリ予告
カウントダウン予告
回想予告
背景予告
図柄アニメ予告

## リーチ演出

### ノーマルリーチ
中図柄が進んでいく基本のリーチ。

### 南斗五車星系リーチ
信頼度は低いが、ラオウストーリー系リーチに発展する可能性がある。
ヒューイリーチ
風のヒューイが大当たりを狙う。
シュレンリーチ
炎のシュレンが大当たりを狙う。
フドウリーチ
山のフドウが大当たりを狙う。
ジュウザリーチ
雲のジュウザが大当たりを狙う。
リハクリーチ
大当たり濃厚。海のリハクが必ず大当たり図柄を停止させる。

### バトル系リーチ
サウザーリーチとジャギリーチの後半、およびアミバリーチの前半で、ボタン押下によるカットイン演出が発生する。
サウザーリーチ
サウザーと対決するリーチ。信頼度は総じて低め。
どのステージからでも発生するが、ジャギステージから発展した場合は信頼度が非常に低く、キリン柄が絡んでもほとんど期待できない。
ジャギリーチ
ジャギと対決するリーチ。バトル系リーチの中で最も信頼度が高い。後半の信頼度は40%台だが、これでも大当たり濃厚のリーチを除けば最も高い信頼度となっている。
アミバステージから発展した場合は大当たり濃厚。
アミバリーチ
アミバと対決するリーチ。本作ではこのリーチ自体は大当たり濃厚ではなく、後半に発展することで大当たりとなる。カットインは前半に挿入されるが、これがキリン柄だった場合は大当たり濃厚となる。
アミバステージ、南斗最後の将ステージから発展するが、前者の方が信頼度が高い。サウザーステージ、ジャギステージから発展すればその時点で大当たり濃厚となる。

### ラオウストーリー系リーチ
バトル系と比べ、信頼度が高いリーチ群。あくまでも「バトル系よりは」高い程度のため、大当たりにはそれなりのチャンスアップが絡む必要がある。
バトル系リーチと同じく、終盤でボタン押下によるカットイン演出が発生する。
ケンシロウVSラオウリーチ
ケンシロウがラオウの兜を破壊できれば大当たり。
南斗最後の将ステージから発展した場合は大当たり濃厚。
トキVSラオウリーチ
トキがラオウと対決するリーチで、トキが勝てば大当たり。ラオウストーリー系の中では最も信頼度が高いが、ジャギリーチ後半よりは劣る。
南斗最後の将ステージから発展した場合は大当たり濃厚。
ユリアリーチ
ケンシロウとラオウが同時にユリアの元へ向かい、先にケンシロウが辿り着けば大当たり。
南斗最後の将ステージからラオウストーリー系に発展した場合は、基本的にこのリーチに発展する。他のステージから発展した場合は大当たり濃厚。

### 無想全回転
ノーマルリーチから発展する全回転リーチ。発展した時点でハイパーボーナス確定。